# Saletini v České republice

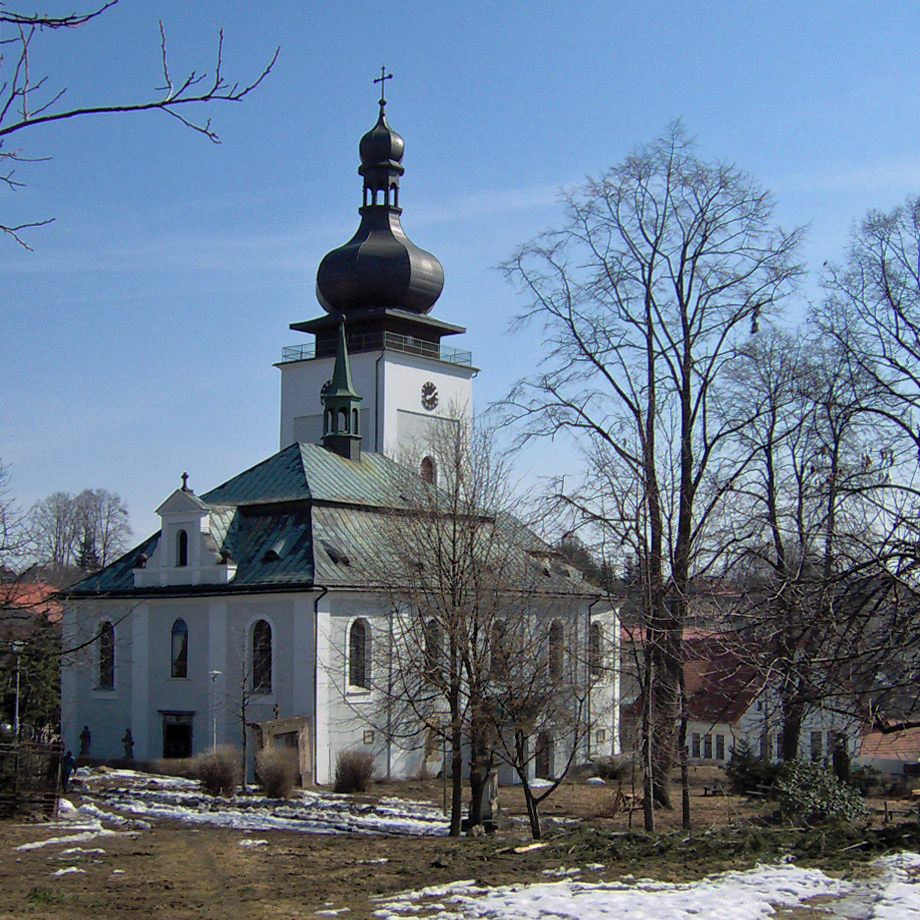
Kostel v Bozkově

Saletini v České republice působí od roku 1995. Celý název saletinů zní  Misionáři Matky Boží z La Saletty, obvykle používané pojmenování je Misionáři saletini; zkratka MS. Jedná se o misijní kongregaci papežského práva. 

## Místa v České republice
První misionáři přišli do České republiky 31. srpna 1995. Byli to P. Henryk Kuman, MS a P. Jan Jucha, MS. Začínali v Mladé Boleslavi, kde se učili český jazyk a vypomáhali v místní farnosti. 

### Bozkov u Semil
24. září 1996 jim byla svěřena Mons. Josefem Kouklem, biskupem litoměřické diecéze, farnost a chrám Matky Boží Královny Hor v Bozkově u Semil. Prvním místním farářem byl jmenován P. Jan Jucha, MS, který přišel do zničené a prázdné fary dlouho neobývané. Biskup diecéze věnoval saletinům faru, kde se dnes nachází řeholní dům. Jana Juchu z Polska doplnil v pastorací P. Krzysztof Zawada, MS (od 1996). Po jeho návratu do vlasti (1998) byl kaplanem jmenován P. Jacek Zyzak, MS. Roku 2002 úřad faráře převzal Krzysztof Mikuszewski, MS a jeho pomocníkem byl jmenován Miroslav Mateńko, MS. Z Bozkova jsou dále spravovány Zlatá Olešnice a Paseky nad Jizerou.
Sídlo
Řeholní dům Misionářů saletinů

Bozkov 37

512 13 Bozkov u Semil

### Železný Brod
Roku 1998 začali saletini působit v Železném Brodě. Farářem byl jmenován P. Henryk Kuman, MS. Jeho pomocníky byli dva kněží z Polska Jacek Zyzak, MS a Jaroslav Borucki, MS. Roku 2000 byl jmenován novým farářem Páter Jaroslav, jako kaplan nejprve působil Krzysztof Mikuszewski MS, od roku 2002 je jím Petr Jerzykiewicz, MS. V roce 2006 byly provedeny další změny: P. Mirosław Mateńko, MS byl jmenován farářem, P. Jacek Sokołowski, MS, kaplanem. Od srpna roku 2009 byl jmenován farářem P. Jan Jucha, MS. Do farnosti spadá také: Bzí, Loučky, Krásná, Zásada a Držkov. 
Sídlo

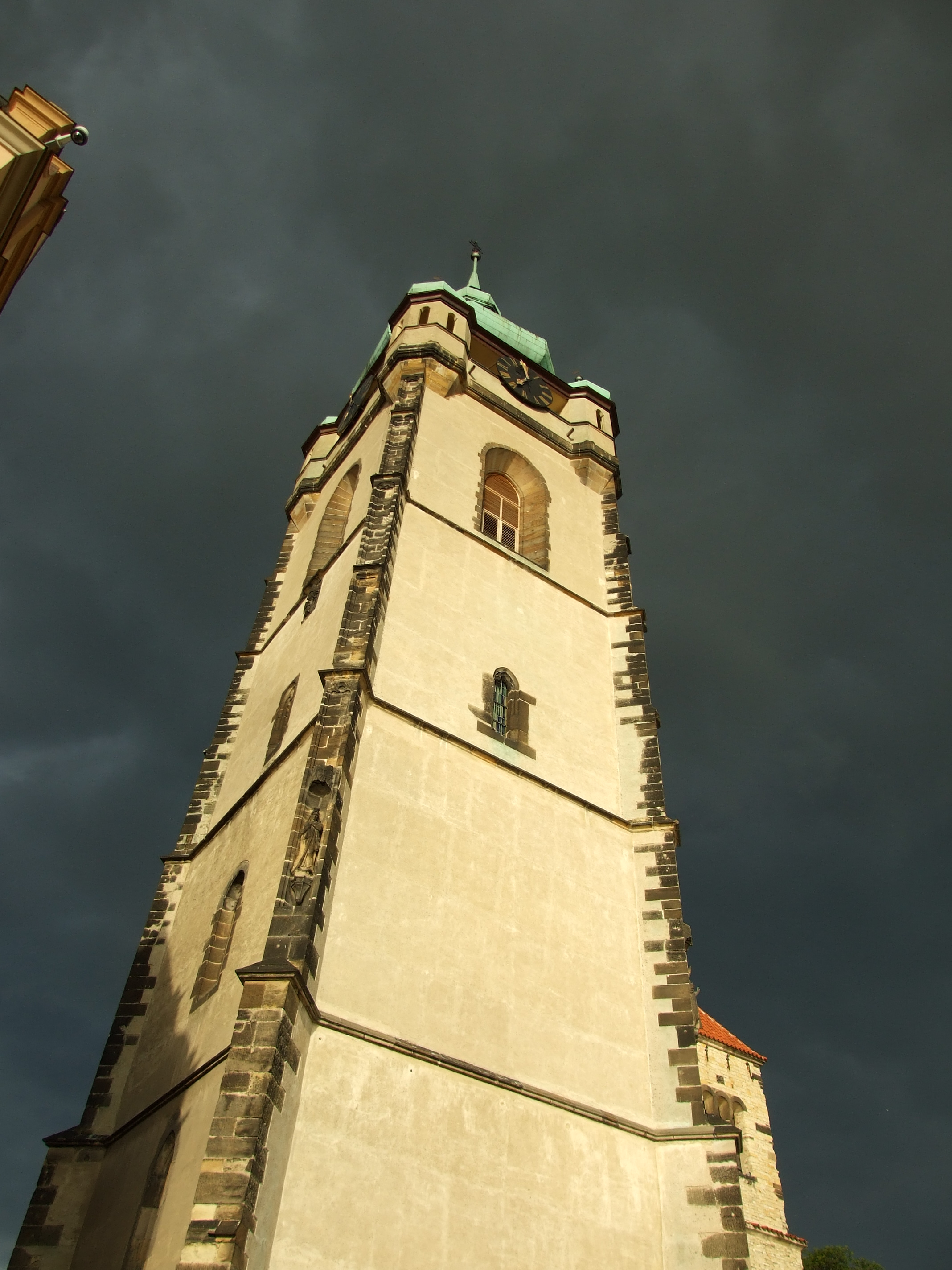
Věž kostela sv. Petra a Pavla, proboštství v Mělníku.

Římskokatolická farnost Železný Brod

Fr. Balatky 132

468 22 Železný Brod

### Mělník
Roku 2002 předal saletinům litoměřický biskup do správy farnost Mělník. Proboštem byl jmenován Jan Jucha, MS, v pastoraci mu pomáhal nejprve br. Jaroslav Stupkiewicz, MS a od roku 2004 Ryszard Kurasiewicz, MS. V roce 2009 nastaly změny - proboštem byl jmenován P. Jacek Zyzak, MS a kaplanem P. Mirosław Mateńko, MS. Z Mělníka jsou spravovány farnosti Záboří, Vysoká, Medonosy, Šemanovice a Pšovka.
Sídlo
Římskokatolická farnost - Proboštství Mělník

Na Vyhlídce 18

276 01 Mělník